# Wolodymyr Schemet

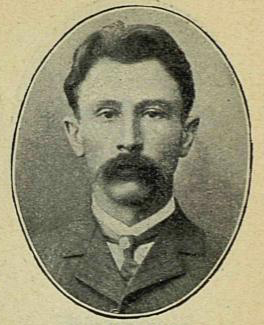
Wolodymyr Schemet 1906

Wolodymyr Mychajlowytsch Schemet (ukrainisch Володимир Михайлович Шемет, russisch Владимир Михайлович Шемет Wladimir Michailowitsch Schemet; * 1. Juli 1873 im Landgut Aleksandrowka bei Lubny, Gouvernement Poltawa, Russisches Kaiserreich; † 14. Mai 1933 in Kiew, Ukrainische SSR) war ein ukrainischer Journalist, Philologe und Politiker.

## Leben
Wolodymyr Schemet wurde, als Spross eines alten adeligen Kosakengeschlechts, in die Familie von Grundbesitzern im Gouvernement Poltawa geboren. Er lernte an Gymnasien in Lubny und Sankt Petersburg und studierte an der Fakultät für Physik und Mathematik der Sankt Petersburger Universität sowie an der Naturwissenschaftlichen Fakultäten der Wladimir-Universität Kiew, wo er Mitglied der Taras-Bruderschaft wurde. 1896 gründete Schemet in Lubny eine Filiale der Bruderschaft und Ende 1901 – Anfang 1902 gründete er, gemeinsam mit Mykola Michnowskyj, die Ukrainische Volkspartei und wurde 1905, als Vertreter dieser Partei und Abgeordneter des Gouvernement Poltawa, Mitglied der ersten gewählten Staatsduma im Russischen Reich. In dieser Zeit war er auch Mitgründer und Herausgeber ukrainischer Zeitungen. Im Oktober 1917 war er einer der Gründer der ukrainischen Demokratischen Partei für Lebensunterhalt und im April 1918 war aktiver Teilnehmer am Putsch von Pawlo Skoropadskyj zur Errichtung des Hetmanats. Zwischen 1919 und 1923 arbeitete er in der Kommission für die Erstellung eines Wörterbuchs der ukrainischen Sprache an der Ukrainischen Akademie der Wissenschaften. Aufgrund der Beschuldigung von nationalistischen Neigungen musste er die Akademie verlassen. Er starb 1933 in Kiew und wurde auf dem  Baikowe-Friedhof bestattet.